# Eidfjord
Eidfjord és un municipi situat al comtat de Vestland, Noruega. Té 925 habitants (2016) i la seva superfície és de 1.491,47 km². El centre administratiu del municipi és el poble homònim.
El municipi està situat en una branca del gran fiord de Hardanger. El poble d'Eidfjord és un important port de creuers, amb diversos llocs d'interès turístic, com la planta d'energia Sima que està integrada en la pròpia muntanya, la vall de Måbø, i la cascada Vøringsfossen, que té una caiguda lliure de 182 metres. Gran part del Hardangervidda (l'altiplà de la muntanya més gran d'Europa) es troba a Eidfjord. El centre de visitants i el museu del Parc Nacional de Hardangervidda està situat a Øvre Eidfjord.

## Informació general
La parròquia de Graven (posteriorment escrit "Granvin") va ser establerta com a municipi l'1 de gener de 1838. Aquest gran municipi/parròquia incloïa dos annexos: Ulvik i Eidfjord. L'1 de gener de 1859, Ulvik es va convertir en la principal parròquia, traient importància a Granvin i Eidfjord, i el nom del municipi va ser canviat de Granvin a Ulvik.

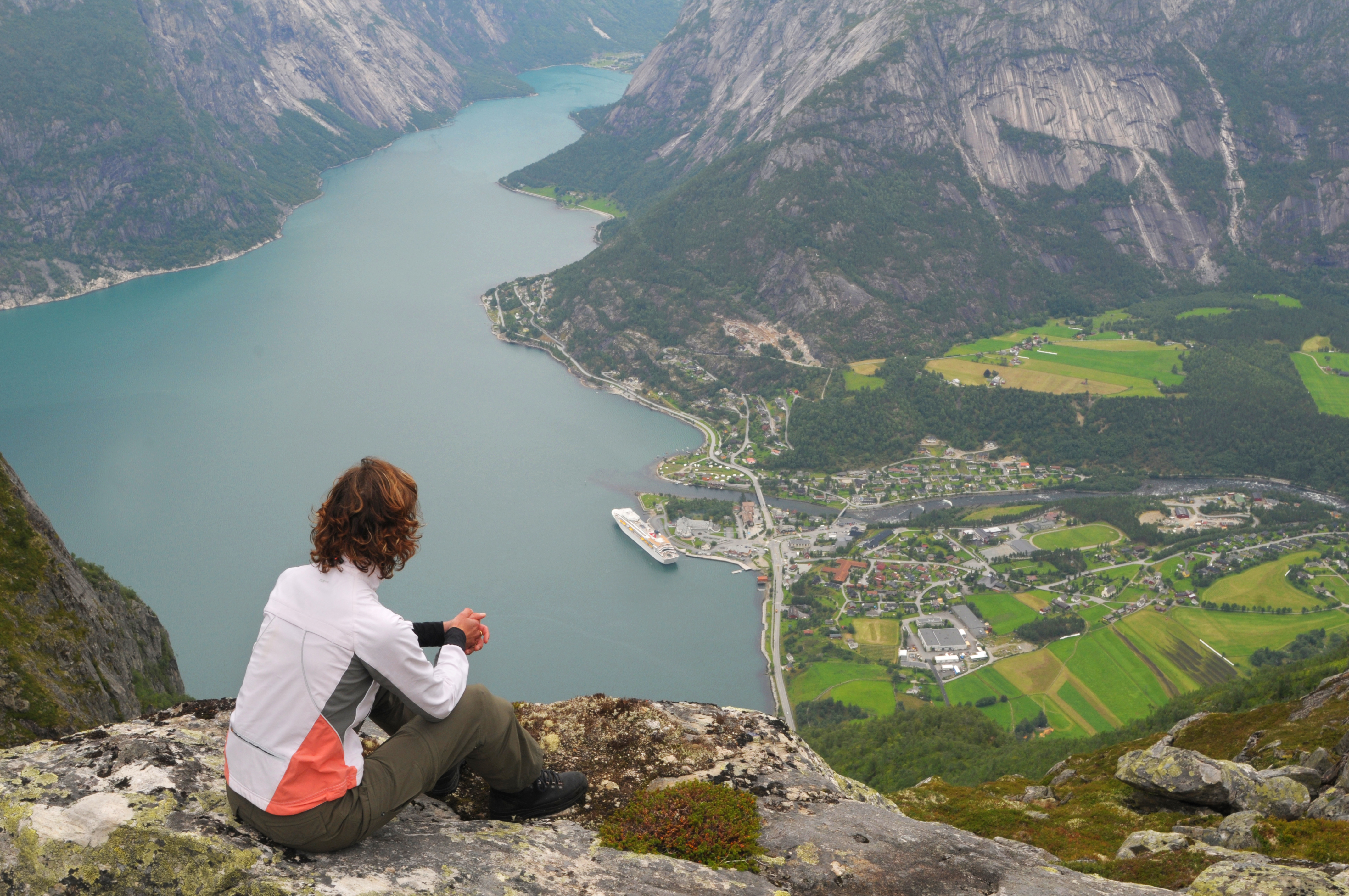
Vista de la població d'Eidfjord des de dalt de la vall.

L'1 de maig de 1891, l'annex oriental de Graven (població: 1.331) i l'annex del sud-est d'Eidfjord (població: 1.018) van ser separats d'Ulvik per convertir-se en municipis separats, deixant Ulvik com un municipi molt més petit. En 1895, una petita part d'Eidfjord (població: 3) es va transferir a Ulvik.
Eidfjord va existir com a municipi del 1891 i fins al 1964, quan una de les principals fusions municipals es va dur a terme com a resultat de la reforma municipal a Noruega. El municipi d'Eidfjord (població: 983), la major part del municipi de Kinsarvik (població: 1.513), i el municipi d'Ullensvang (població: 2.358) van ser fusionats en un municipi més gran que va ser nomenat Ullensvang. Aquesta fusió no va agradar gaire a la població d'Eidsfjord, que va decidir l'1 de gener de 1977 separar-se del gran municipi (població: 1.223), per a formar l'actual municipi d'Eidfjord.

### Nom

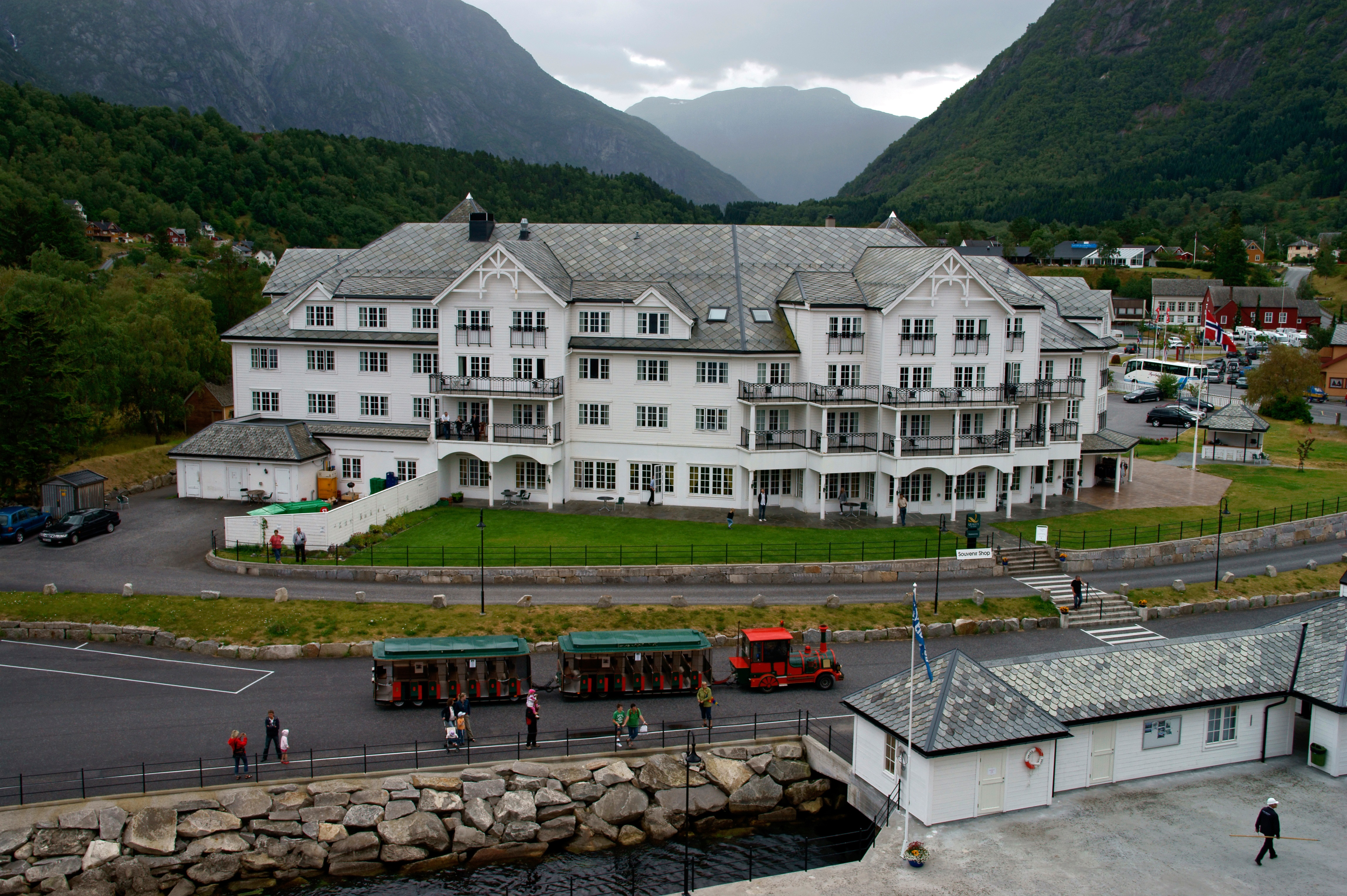
Vista d'un hotel al poble d'Eidfjord.

El municipi porta el nom de l'Eidfjorden (en nòrdic antic: Eiðafjörðr). El primer element és el cas genitiu del nom de l'antiga granja Eiðar (actual Eidfjord), que va ser el lloc de l'antiga església d'Eidfjord des de l'any 1300. El segon element és "fiord". El nom de la granja és la forma plural d'Eid, que significa "terra entre dues aigües" (en aquest cas: el fiord i el llac d'Eidfjordvatnet).

### Escut d'armes
L'escut d'armes és modern; se'ls va concedir el 13 de juliol de 1984. L'escut és de color blau amb unes banyes de ren platejades situades al centre. Les banyes de ren va ser elegides pel fet que els primers colons coneguts de la zona van ser els caçadors de rens. El ren ha estat de gran importància per a la població a la zona de l'altiplà de Hardangervidda des de fa molts segles. La cornamenta també simbolitza els rius que corren des de la muntanya al fiord.

### Esglésies
L'Església de Noruega té una parròquia (sokn) dins el municipi d'Eidfjord. És part del denegat de Hardanger a la Diòcesi de Björgvin.
| Parròquia (Sokn) | Nom                        | Ubicació | Any de construcció |
| ---------------- | -------------------------- | -------- | ------------------ |
| Eidfjord         | Església d'Eidfjord        | Eidfjord | 1981               |
| Eidfjord         | Antiga església d'Eidfjord | Eidfjord | 1309               |

## Geografia

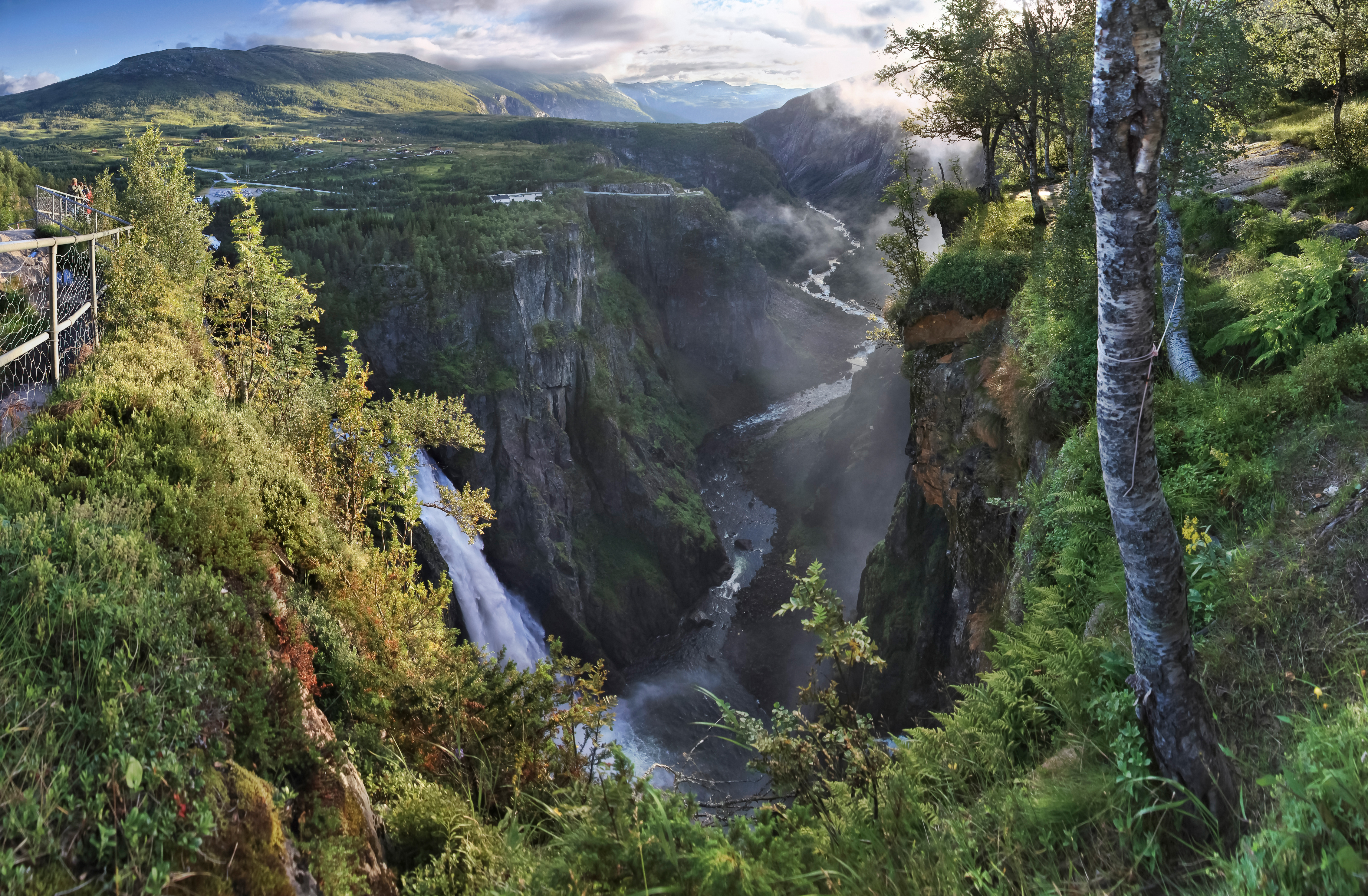
La cascada de Vøringfossen a la vall de Måbø.

El municipi d'Eidfjord es troba a la part més interna del fiord de Hardanger i s'estén cap a l'interior, incloent part del vast altiplà de Hardangervidda. Part del Parc Nacional de Hardangervidda es troba al municipi. Eidfjord limita amb el municipi d'Ullensvang al sud-oest, amb els municipis de Nore og Uvdal i Hol (ambdós al comtat de Buskerud) a l'est, i amb el municipi d'Ulvik al nord.
Eidfjord comença al nivell del mar al llarg del fiord, però les valls que s'allunyen del fiord estan envoltades d'altes muntanyes que condueixen fins a l'altiplà alpí de Hardangervidda. La vall de Måbø és una estreta vall pintoresca, que condueix a la cascada de terres altes Vøringsfossen, una de les cascades més famoses de Noruega. Hi ha diversos llacs a Eidfjord, incloent Eidfjordvatnet, Nordmannslågen, i Sysenvatnet, així com Halnefjorden, Skaupsjøen, i Tinnhølen, parcialment situats a Eidfjord. La glacera de Hardangerjøkulen està parcialment situada al nord d'Eidfjord.